# 항문기
프로이트의 정신분석학에서 항문기(Anal stage)는 성심리 발전의 두 번째 단계를 의미하며 출생 후 18개월에서 3년에 걸쳐 일어난다. 프로이트에 따르면 이 시기의 성감대는 항문이며 소변 및 배변 조절과 관련되어있다. 이러한 결과물의 배출기능 습득이 제대로 이뤄지지 않는 과도하거나 불편한 이 시기의 불안정한 경험이 고착된다면 까다로운 성격이나 완고한 성격 혹은 또는 상대적으로 무질서한 성격 등을 갖게 될 수 있다.

## 같이 보기
- 성심리 발전
  - 구강기
  - 남근기
  - 잠재기
  - 성욕기